# Альберте Пуллман
Альберте Пульман (як Альберте Бухер, фр. Alberte Pullman, 26 серпня 1920, Нант - 7 січня 2011, Париж) — французька хімікиня-теоретикиня (квантова хімія, біохімія).
З 1938 року Пуллман навчалася в Сорбонні та була ученицею Раймона Доделя (з 1943 року - у Національному центрі наукових досліджень - CNRS), під чиїм керівництвом здобула ступінь доктора наук у 1946 роціі. Потім вона вийшла одружилася з Бернардом Пуллманом, з яким тісно співпрацювала та написала кілька книг. Вони започаткували галузь квантової біохімії — застосування квантової хімії до біомолекул та фармакології, включаючи молекулярні причини раку. Ще в 1946 році вона займалася канцерогенними властивостями ароматичних сполук (і визначила K-область) у своїй докторській дисертації. Вона була директоркою з досліджень в CNRS і почесною директоркою Департаменту теоретичної біохімії в Фізико-хімічному інституті біології в Парижі.
Альберте написала різні оглядові статті в Chemical Reviews (останній раз у 1991 році про теоретичні дослідження транспорту іонів через біологічні мембрани, у цій галузі вона активно працювала).
Альберте була членом Міжнародної академії квантової молекулярної науки (була президенткою з 1985 по 1991 рік) і отримала почесні докторські ступені в Льєжі, Упсалі та Турині. Пуллман отримала премію Бонно (1958) і премію "Де Солсес де Фрейсіне" (1963) від Французької академії наук, премію Essec від Національної ліги боротьби з раком (1956), нагороду Корі від Меморіального інституту Розвелл Парк (1984) та Медаль сера Ягдіша Боза від Академії медичних наук Індії (1977).
Альберте була кавалеркою ордена Почесного легіону та командоркою ордена «За заслуги».

## Праці
- з Бернардом Пуллманом: Les Théories Electroniques de la Chimie Organique, Masson, Paris 1952 (Передмова Луї де Бройля)
- з Бернардом Пуллманом: Cancérization par les substances Chemiques et Structure Moléculaire, Masson, Paris 1955
- з Бернардом Пуллманом: Quantum Biochemistry, New York: Interscience 1963 (французьке видання La Biochimie Electronique, PUF, Париж 1963)

## Веб-посилання
- Веб-сайт IAQMS